# Galeotto (personaggio)

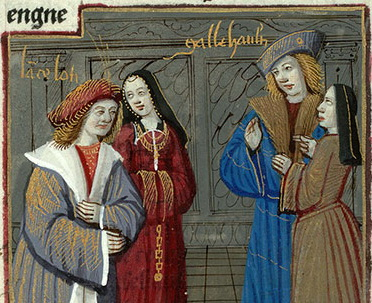
Lancillotto, Ginevra e Galeotto. Illustrazione dal Lancillotto in prosa, c. 1494

Galeotto (Galehaut) è un personaggio di vari romanzi cavallereschi appartenenti al ciclo bretone: è un nobile cavaliere, figlio di una gigantessa e del Signore delle Isole Lontane, di statura molto alta e valoroso. Dapprima muove guerra a re Artù per conquistare territori, ma poi diventa un cavaliere della tavola rotonda e grande amico di Lancillotto. 
Favorì l'amore fra Lancillotto e  Ginevra  assumendo così il significato antonomastico di consapevole collaboratore dello scambio amoroso illecito, o di "mezzano", che mantiene ancora oggi. Il nome deriva da un cognome letterario di origine francese.
Nell'episodio dantesco riguardante i due celebri cognati-amanti Paolo e Francesca (Divina Commedia, Inferno, Canto V, 137) colui che fu l'amico/complice di Lancillotto - appunto Galeotto - viene paragonato al libro cavalleresco sugli amori di Lancillotto e Ginevra, che i due cognati stavano leggendo e su cui ispirazione consumano il loro atto d'amore. "Galeotto fu 'l libro e chi lo scrisse", scrive Dante, cioè il libro fu il vero colpevole dell'atto illecito, avendo  avuto la stessa efficacia di Galeotto (amico di Lancillotto), nello spingere illecitamente un amante tra le  braccia dell'altro. La critica è stata a lungo discorde sull'argomento. Propende però per l'accettazione di questa forma di traslato.
Con significato diverso, positivo, il nome di Galeotto viene usato da Giovanni Boccaccio all'inizio del Decameron: «Comincia il libro chiamato Decameron, cognominato prencipe Galeotto» (cognominare significa, in latino ed italiano antico, indicare con un soprannome o cognome). In questo caso il libro si chiama Galeotto perché, come un principe cortese, aiuta le donne afflitte che lo leggono a trovare sollievo dalle pene d'amore.
Oggi, soprattutto nel linguaggio giornalistico, il termine viene usato come nome comune per indicare un qualcosa (luogo, data, evento) facilitatore di un incontro fatidico. L'espressione è usata con tale frequenze che è in corso una desemantizzazione del termine, oltre che una volgarizzazione del nome proprio (spesso ignorato come tale). 